# Edmund Lyndeck
Edmund Lyndeck (Bayonne, 4 ottobre 1925 – Pennsylvania, 14 dicembre 2015) è stato un attore statunitense.

## Biografia
Debuttò a teatro a South Shore, dove è andato in scena nei musical Annie Get Your Gun, Roberta, Sunny (1952), The Desert Song, Anything Goes, Bitter Sweet (1954). In seguito ha recitato a St. Louis in Show Boat (1958), a Jones Beach in Intorno al mondo in 80 giorni (1963 e 1964), South Pacific (1968) e The King and I (1972). Nel 1969 debuttò a Broadway nella produzione originale del musical 1776 e rimane nel cast anche per il tour statunitense del 1970. Nel 1979 tornò a Broadway nella produzione originale di Sweeney Todd con Angela Lansbury, in cui interpretava il malvagio Giudice Turpin; ha interpretato Turpin anche nel tour del 1980. Ha recitato nuovamente a Broadway nel 1983 in Merlin, nel 1987 in Into the Woods e per l'ultima volta nel 1989 in Grand Hotel.
Dopo aver lasciato New York ha lavorato in Pennsylvania. Ogni anno dal 1992 al 2007 ha interpretato Ebenezer Scrooge nella produzione natalizia de Il canto di Natale in scena alla Pittsburgh Civic Light Opera.

## Filmografia

### Cinema
- Big Daddy - Un papà speciale (Big Daddy), regia di Dennis Dugan (1999)
- Road Trip, regia di Todd Phillips (2000)
- The Red Right Hand (2001)
- La scandalosa vita di Bettie Page (The Notorious Bettie Page), regia di Mary Harron (2005)
- Come d'incanto (Enchanted), regia di Kevin Lima (2007)
- Zohan - Tutte le donne vengono al pettine (You Don't Mess with the Zohan), regia di Dennis Dugan (2008)
- The Good Heart - Carissimi nemici (The Good Heart), regia di Dagur Kári (2009)
- Wall Street - Il denaro non dorme mai (Wall Street: Money Never Sleeps), regia di Oliver Stone (2010)
- Big Wedding (The Big Wedding), regia di Justin Zackham (2013)

### Televisione
- The Doctors - serie TV, 50 episodi (1971-1972)
- I Robinson - serie TV, 1 episodio (1990)
- American Playhouse - serie TV, 1 episodio (1991)
- Cosby indaga - serie TV, 1 episodio (1994)
- Ed - serie TV, 2 episodi (2000)
- Law & Order - I due volti della giustizia - serie TV, 1 episodio (2001)
- Law & Order - Unità vittime speciali - serie TV, 1 episodio (2001)
- Squadra emergenza - serie TV, 1 episodio (2005)